# Louis Castex (sculpteur)
Pour les articles homonymes, voir Louis Castex et Castex.
Louis Castex, né le 2 décembre 1868 à Saumur et mort le 13 juillet 1954 à Paris, est un sculpteur français.

## Biographie
Son père Dulcide Castex, intendant militaire, est originaire d’Agen et sa mère, Hélène Gazanchon de Chavannes, est issue d’une famille de propriétaires terriens des Monts du Lyonnais. En 1882, son frère aîné meurt et Louis Castex perd son œil gauche dans un accident. Il est initié par sa mère à la sculpture sur bois et au modelage.

### Formation
En 1889, Louis Castex étudie la sculpture auprès d’Henri Maurette (1834-1898) à l’École des Beaux-Arts de Toulouse. Grâce à son haut-relief d’inspiration antique Timoclée comparait devant Alexandre il gagne le deuxième grand prix du concours municipal, ainsi qu’une bourse d’études qui lui permet d’entrer l’année suivante à l’Ecole nationale des Beaux-Arts de Paris. Élève des sculpteurs Jules Cavelier puis Louis-Ernest Barrias, il y rencontre Henri Bouchard et Paul Landowski.

### Concours et salons
En 1897, Louis Castex remporte le premier prix du concours Chenavard de l’École des Beaux-Arts de Paris avec le haut-relief La Vision de la Vierge, ainsi qu’une bourse de voyage qui lui permet de visiter l’Italie et l’Espagne. Cette œuvre obtient la médaille de 3e classe au Salon des Artistes Français de 1898 et la médaille de bronze à l’Exposition Universelle de 1900.
Bourse de voyage (1898), Castex participe à 28 éditions annuelles du Salon des Artistes Français au cours de sa carrière, auquel il remporte la médaille de 2e classe en 1910 grâce au haut-relief Les Chanteuses ou La Musique Religieuse, dont l’original se trouve à la cathédrale Notre-Dame du Liban à Paris et le modèle en plâtre au Musée de Charlieu (Loire). Il travaille pendant seize ans à cette sculpture considérée comme son chef-d’œuvre. En 1933, il obtient le prix Malvina-Brach.

## Œuvres (listes non exhaustives)
Spécialisé dans la sculpture religieuse, Louis Castex est particulièrement actif dans la région lyonnaise où, comme beaucoup de ses confrères, il participe entre 1899 et 1943 au chantier des huit chapelles latérales de la nef de la basilique Notre-Dame de Fourvière. Il y exécute notamment le retable de L’Annonciation en 1922, confié au départ à Jean-Baptiste Larrivé.
En collaboration avec l’orfèvre Amédée Cateland, il réalise plusieurs œuvres dédiées au Curé d’Ars pour la basilique Sainte-Philomène à Ars-sur-Formans (Ain).

### Sujets religieux
- Communion de saint Stanislas Kotska, 1897, un exemplaire au Musée des Beaux-Arts de Lyon et une plaquette en cuivre argenté au Musée d’Orsay à Paris (v. 1902, n° inv. LUX M 84)[8].
- La Vision de la Vierge, 1897, haut-relief, cathédrale Notre-Dame-du-Liban à Paris.
- Moine en méditation, 1901, buste en marbre, sacristie de l’église Notre-Dame-des-Blancs-Manteaux à Paris. Une étude en terre cuite patinée au Musée de Beauvais (n° inv. 97.106), une autre légèrement différente dite Moine lisant au Musée des Beaux-Arts de Lyon (n° inv. 2001-9)[9].
- Vierge à l’Enfant ou Notre-Dame de Lorette, 1902, marbre, église de Sancoins (Cher). Version plâtre à l’église de Troissy (Cher).
- Saint Joseph, père du Silence, 1903, statue en marbre, église Notre-Dame-de-Bellecombe à Lyon. Esquisse en plâtre patiné au Musée des Beaux-Arts de Lyon (n° inv. 1990-68)[9]. Reproduction en plâtre teinté verni, H. 28 cm, Musée de Beauvais (n° inv. 97.99).
- La Musique religieuse ou Les Chanteuses, 1910, haut-relief, église Notre-Dame-du-Liban à Paris.
- Saint Yves, 1914, statue en marbre, église Saint-Charles à Marseille. Plâtre, église Saint-Jean-de-Passy à Paris.
- Saint Yves prêchant contre l’usurier et défendant le pauvre, 1914, bas-relief en marbre, église Saint-Charles à Marseille. Esquisse en plâtre au Musée de Charlieu (Loire).
- Tombeau du cardinal Couillé, 1917, statue en marbre, cathédrale Saint-Jean-Baptiste à Lyon.
- L’Ange ravisseur ou L’Angelot aux fleurs, 1917, bas-relief en marbre, cimetière de Bagneux à Paris.
- Retable de l’Annonciation, 1922, bas-relief en marbre, basilique Notre-Dame de Fourvière à Lyon. Esquisses au Musée d’Art Sacré de Fourvière à Lyon.
- Les quatre Evangélistes, 1924, statues en pierre, église de Saint-Martin-en-Haut (Rhône). Plâtre, église Saint-Jean-de-Passy à Paris. Esquisses au Musée d’Art Sacré de Fourvière à Lyon.
- Saint François-Régis et Saint François d’Assise, 1925, statuettes en bronze de la châsse du Curé d’Ars, avec Amédée Cateland, basilique Sainte-Philomène à Ars-sur-Formans (Ain). Saint François-Régis : plâtre, église de Freycinnet (Ardèche). Saint François d’Assise : pierre, église Notre-Dame-de-Bellecombe à Lyon ; plâtre original teinté, H. 83,5 cm, Musée de Beauvais (n° inv. 97.220)
- Sainte Jeanne d’Arc, 1925, statue en marbre, église Saint-Philibert de Charlieu (Loire). Esquisse en terre cuite, H. 14 cm, Musée de Beauvais (n° inv. 97-133).
- La première communion du petit Jean-Marie Baptiste Vianney dans la maison du comte de Pingon à Ecully et L’ordination de Jean-Marie Vianney à la prêtrise dans la chapelle du grand séminaire de Grenoble le 13 août 1815, 1927, bas-relief en marbre, basilique Sainte-Philomène à Ars-sur-Formans (Ain).
- Sainte Thérèse de l’Enfant Jésus, 1928, statue en marbre, Musée de Charlieu.
- Saint Denis, 1929, statue en marbre, église Saint-Denis à Montpellier. Réduction en plâtre au Musée d’Art Sacré de Fourvière à Lyon.
- Sainte Thérèse de Lisieux, vers 1930, église du Sacré-Cœur à Dijon.
- Gisant du bienheureux Claude La Colombière, vers 1930, bronze doré, avec Amédée Cateland, basilique de Paray-le-Monial (Saône-et-Loire).
- Le Sacré-Cœur, 1930, pierre, cathédrale Saint-Charles à Saint-Etienne. Plâtre, église Notre-Dame-de-Béthanie à Moirans (Isère).
- Vierge à l’Enfant, 1932, statue en marbre, église Notre-Dame-du-Port à Clermont-Ferrand. Esquisse en terre cuite, H. 20 cm, Musée de Beauvais (n° inv. 97.129).
- Saint Antoine de Padoue, 1932, statue en marbre, église Saint-Charles à Marseille. Plâtre, église de Brunoy (Seine-et-Oise).
- Les prêtres du monde entier rendent hommage au Curé d’Ars, 1933, bas-relief en marbre, basilique Sainte-Philomène à Ars-sur-Formans (Ain).
- Monument de la Rencontre du Curé d’Ars et du petit berger, 1936, statue en bronze, Ars-sur-Formans (Ain).

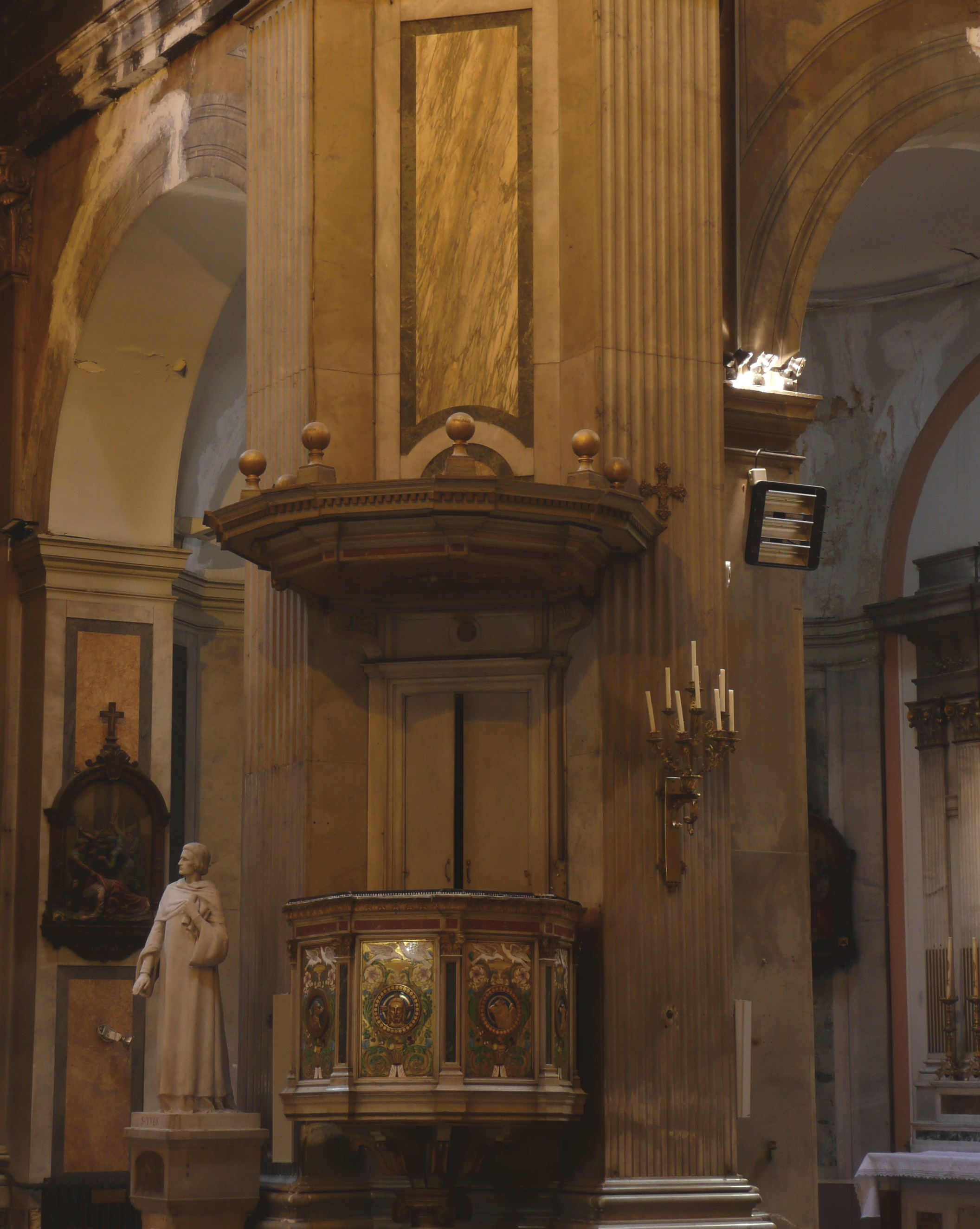
Saint Yves 1914 Louis Castex église Saint-Charles-Borromée (Marseille)
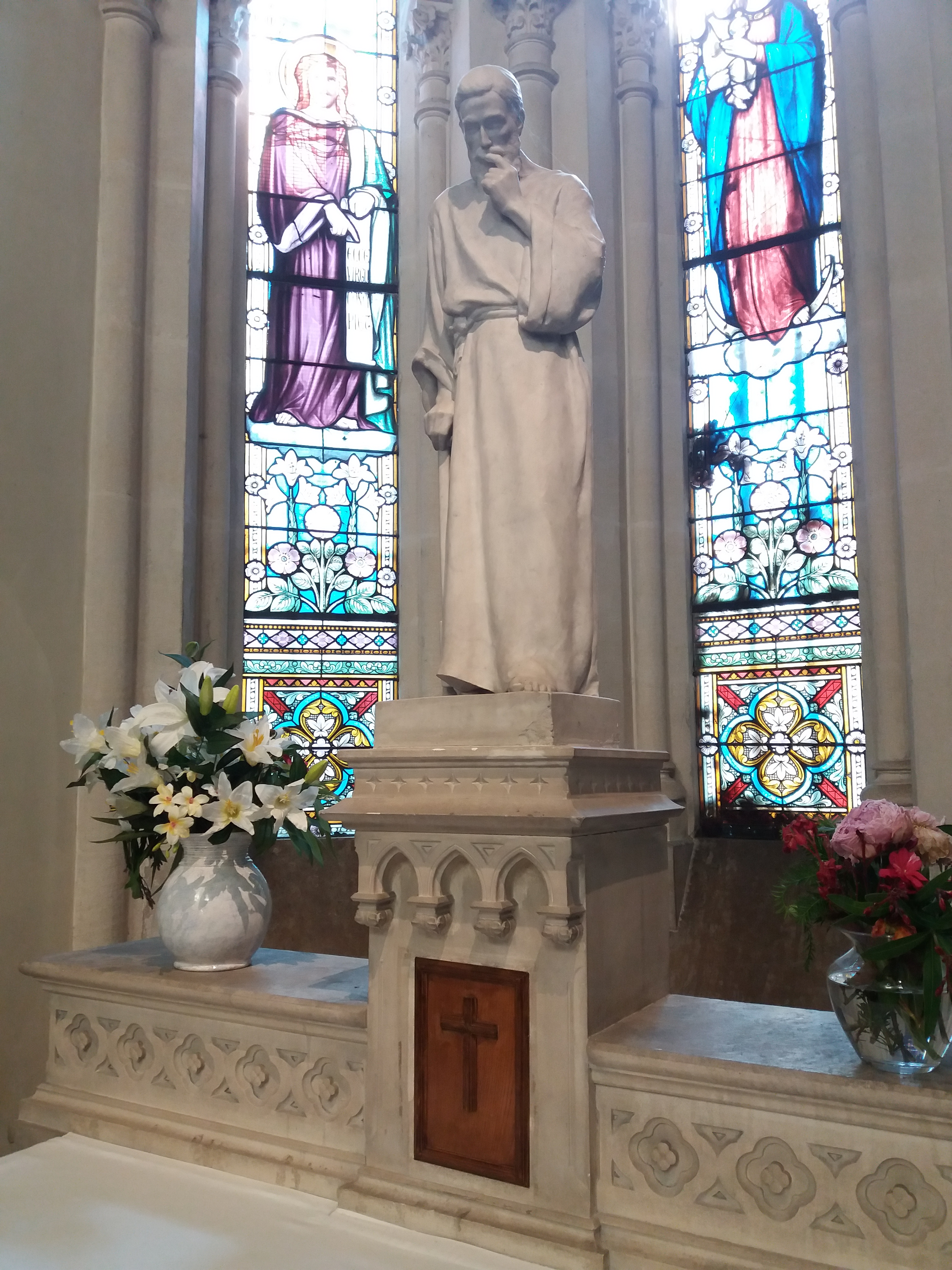
Saint Joseph 1903 Louis Castex église Notre-Dame-de-Bellecombe (Lyon)
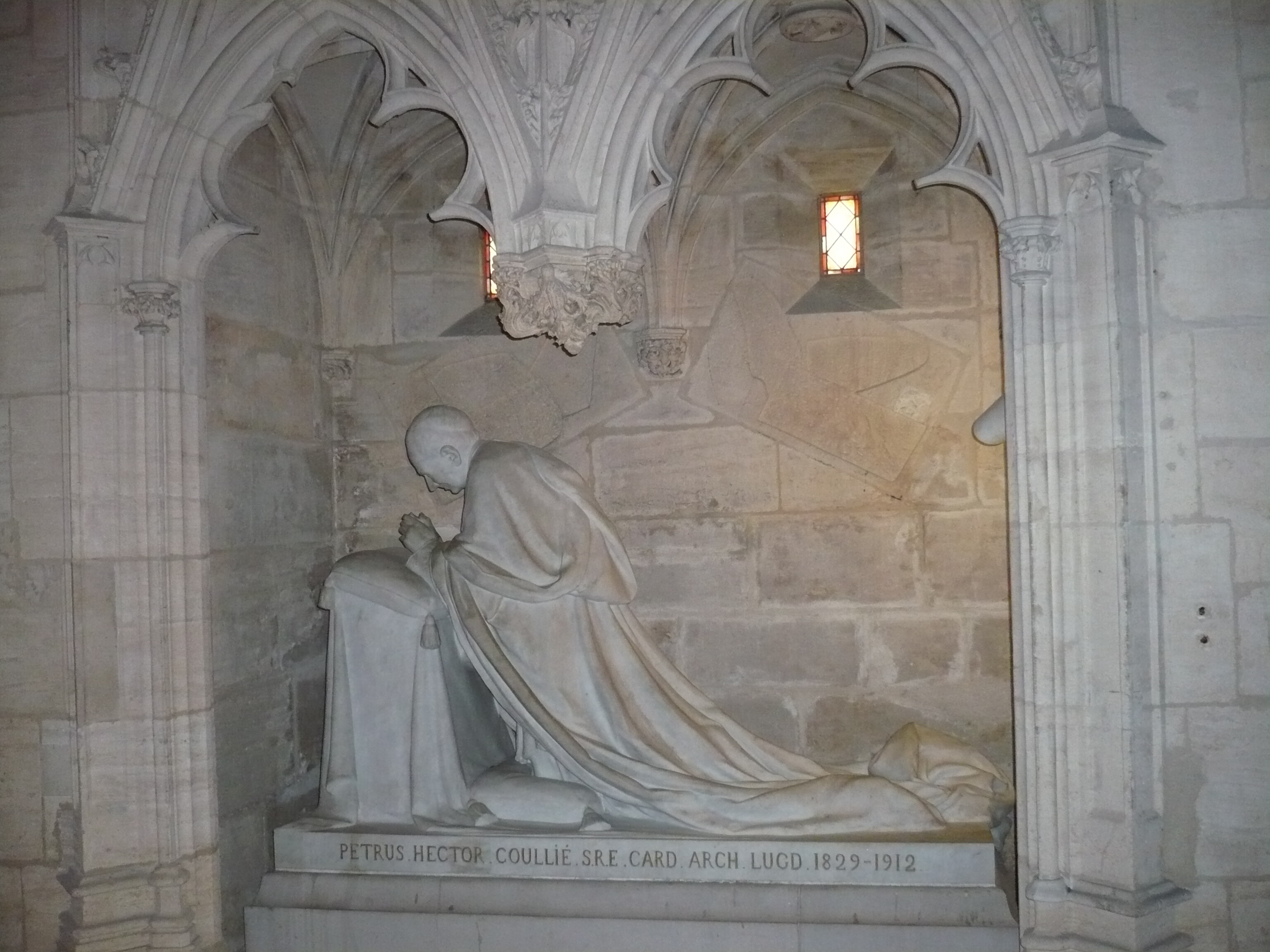
Tombeau du cardinal Couillé 1917 Louis Castex primatiale Saint-Jean-Baptiste (Lyon)
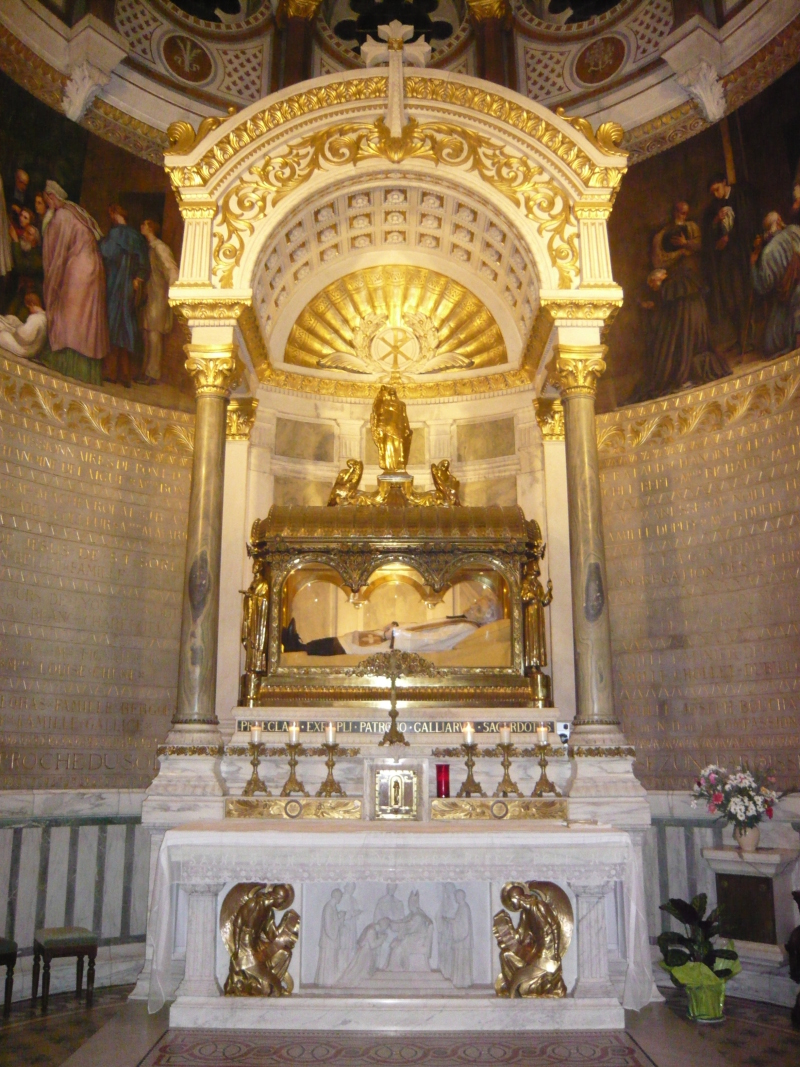
Châsse du Curé d’Ars 1925 basilique Sainte-Philomène (Ars-sur-Formans)

### Sujets profanes
Castex est également l’auteur de nombreux portraits et scènes de genres, en relief ou en ronde-bosse. Ces représentations de personnages lisant ou occupés aux travaux des champs sont principalement réparties entre le Musée des Beaux-Arts de Lyon et le Musée départemental de l’Oise à Beauvais. 
La présence des œuvres de Louis Castex dans ces deux musées doit beaucoup à la diffusion active de son œuvre par ses enfants Raoul, Marie-Hélène et Jean-Marie, qui effectuent plusieurs donations : en 1990 et 2001 au Musée des Beaux-Arts de Lyon (statuettes, études préparatoires, plaquettes, clichés verre), et en 1997 au Musée départemental de l’Oise - Beauvais où l'addition d'une quarantaine de sculptures et dessins aux collections donne lieu à une exposition temporaire entièrement consacrée à Louis Castex, entre novembre 1997 et janvier 1998.

#### Beauvais
Musée Départemental de l'Oise :
- Pierre et Georges Sanson, 1907, bas-relief en plâtre, n° inv. 77-278.
- Au rendez-vous, 1901, bas-relief en terre cuite patinée, n° inv. 97-100.
- Le Buveur, 1901, bas-relief en plâtre, n° inv. 97-101.
- Portrait d'Hélène Castex, 1910, bas-relief, n° inv. 97-104.
- Hélène Castex assise tricotant, 1923, statuette en plâtre patiné, n° inv. 97-108.
- Paysan au marché, de face, v. 1945-150, statuette en terre cuite, n° inv. 97-117.
- Paysan au panier et à la cane, v. 1945-150, statuette en terre cuite, n° inv. 97-123.

#### Lyon
Musée des Beaux-Arts de Lyon :
- Marguerite Castex lisant debout ou Jeune femme lisant, 1908, bas-relief en plâtre patiné, n° inv. 1990-64.
- Paysan au sac à grains ouvert, esquisse en bronze, n° inv. 1990-66.
- Homme drapé debout dit L'Espagnol, esquisse en terre cuite, n° inv. 1990-67.
- L’Hiver, 1903, statuette en grès émaillé, n° inv. 1990-69[11].
- L'Espagnol, 1905, statuette en bronze, n° inv. 1990-70.
- Fillette assise lisant, esquisse en terre cuite patinée, n° inv. 2001-10.
- Fillette à la poupée, statuette en porcelaine, n° inv. 2001-11[12].
- Fillette au baiser, statuette en porcelaine, n° inv. 2001-12[13].